# Иван Жилев
Иван Михалев Жилев е български революционер, деец на Вътрешна македоно-одринска революционна организация.

## Биография
Иван Жилев е роден в 1861 година в сярското село Горно Броди, тогава в Османската империя, днес Ано Вронду, Гърция. Завършва прогимназия в Сяр и работи като шивач, бакалин и учител. През учебните 1904/1905 и 1905/1906 година е български учител в родното си село. Влиза във ВМОРО и оглавява революционния комитет в родното си село – пост, който заема в продължение на 15 години. В 1906 година е избран за член на Серския окръжен революционен комитет. Арестуван от властите и обесен на Ат пазар в Сяр заедно с племенника си Димитър Трендафилов.
Племенник на Жилев е войводата на ВМОРО Михаил Скендеров, а дъщеря му Екатерина Жилева (1894 – 1987) е куриерка на ВМОРО